# 阿伯克龙比行动

參與阿伯克龍比行動結束後返回的士兵

阿伯克龙比行动是第二次世界大战期间英加两国军队共同对法国海滨村庄讷沙泰勒-阿尔德洛附近地区发动的侦查突袭行动。行动日期原本定在1942年4月19至20日夜间，后推迟至4月21至22日夜间。德军基本没有对突袭部队发动反击，但战后评估得出的结论是，这次行动的付出大于收获。另外，由于发生导航错误，整个加拿大分队都迷了路，只得中途退出。